# Площа Жод
45°46′35″ пн. ш. 3°04′56″ сх. д. / 45.7763° пн. ш. 3.08217° сх. д.
Пло́ща Жод (фр. Place de Jaude) — головна міська площа та місце зустрічей у центрі Клермон-Феррана, Франція. Вона межує з вулицею Блатен на півночі та авеню Жульєн на півдні. На площі розташовано багато визначних пам'яток, таких як Оперний театр, торговий центр Jaude та церква Сен-П'єр-де-Мінім.

## Короткий опис
Площа Жод заснована ще в римські часи, але занепала в добу Середньовіччя.
Над площею височіє масивна статуя давнього галльського вождя Верцингеторикса, встановлена в 1903 році; її створив Фредерік Огюст Бартольді, який також створив відому статую Свободи.
Реконструйовану площу відкрито 17 червня 2006 року, на церемонію відкриття прийшли понад 30 000 осіб.